# Lieve van Ollefen
Lieve van Ollefen (Amsterdam, 1749 – aldaar, 1816) was een Nederlands dichter en (toneel)schrijver.